# فيرتشوسيك
فيرتشوسيك (بالفرنسية: Verchocq)‏ هي بلدية تقع في إقليم باد كاليه من منطقة نور با دو كاليه في شمال فرنسا. تبلغ مساحة هذه المدينة 15.56 (كم²)، وترتفع عن سطح البحر 97 م، يبلغ عدد سكانها 585 نسمة حسب إحصاء المعهد الوطني للإحصاء والدراسات الاقتصادية سنة 2009 م. وترأس Josse Nempont البلدية خلال فترة (2001-2008).